# Великодня віньєтка

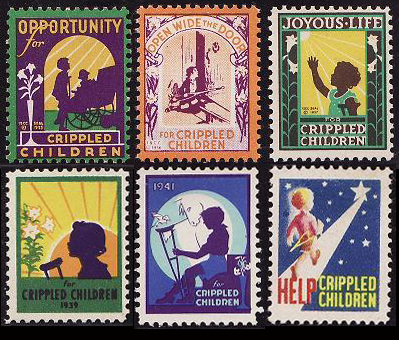
Американські великодні віньєтки 1930-х років

Великодня віньєтка — вид благодійних віньєток, які випускають для збору коштів на благодійні цілі благодійна організація Easterseals у США та канадська благодійна організація Easter Seals.
Великодні віньєтки наклеюють на лицьовий бік поштових відправлень, щоб показати підтримку конкретних благодійних цілей. Такі віньєтки поширюють разом із закликами пожертвувати благодійним організаціям, які вони підтримують.
Великодні віньєтки належать до непоштових марок і не є знаками поштової оплати.